# Helm Glöckler
Helm Glöckler (13 de janeiro de 1909 – 18 de dezembro de 1993) foi um automobilista alemão que participou do GP da Alemanha de 1953 de Fórmula 1.